# Čchang-te
Čchang-te (čínsky pchin-jinem Chángdé, znaky 常德) je městská prefektura v Čínské lidové republice. Patří do provincie Chu-nan a leží na severním břehu řeky Jüan-ťiang nad jejím ústím do jezera Tung-tching-chu. Roku 2020 v ní na 18 tisících kilometrech čtverečných žilo pět a čtvrt milionu obyvatel.

## Správní členění
Městská prefektura Čchang-te se člení na devět celků okresní úrovně, a sice dva městské obvody, jeden městský okres a šest okresů.
| Wu-ling Ting-čcheng · ※ městský okres · Ťin-š’ okres · An-siang okres · Chan-šou okres · Li okres · Lin-li okres · Tchao-jüan okres · Š’-men |        |                       |             |                                         |
| Název | Název  | Počet obyvatel (2020) | Rozloha km² | Hustota zalidnění (obyv. na km²) (2020) |
| český přepis | znaky  | Počet obyvatel (2020) | Rozloha km² | Hustota zalidnění (obyv. na km²) (2020) |
| Městské obvody |        |                       |             |                                         |
| Wu-ling | 武陵区 | 730 970               | 404         | 1 810                                   |
| Ting-čcheng | 鼎城区 | 738 085               | 2 344       | 315                                     |
| Městský okres |        |                       |             |                                         |
| Ťin-š’ | 津市市 | 212 739               | 557         | 382                                     |
| Okresy |        |                       |             |                                         |
| An-siang | 安乡县 | 427 412               | 1 101       | 388                                     |
| Chan-šou | 汉寿县 | 706 249               | 2 0913      | 337                                     |
| Li | 澧县   | 721 927               | 2 070       | 349                                     |
| Lin-li | 临澧县 | 373 043               | 1 205       | 310                                     |
| Tchao-jüan | 桃源县 | 809 220               | 4 428       | 183                                     |
| Š’-men | 石门县 | 559 457               | 3 970       | 141                                     |
| |        |                       |             |                                         |
| Celkem | Celkem | 5 279 102             | 18 172      | 291                                     |

## Partnerská města
- Higashiōmi, Japonsko, od roku 1994
- Ipswich, Austrálie, od roku 2011